# 1981 en animation asiatique
Voir aussi : 1981 au cinéma - 1981 à la télévision
1980 en animation asiatique - 1981 en animation asiatique - 1982 en animation asiatique

## Principales diffusions au Japon

### Films
- 14 mars : Doraemon: Nobita no uchū kaitakushi
- 14 mars : Ikkyū-san: Haru da! Yancha-hime (en)
- 14 mars : Kaibutsu-kun: Kaibutsu Land e no Shōtai (en)
- 14 mars : Le Lac des cygnes
- 14 mars : Mobile Suit Gundam I
- 14 mars : Unico
- 20 mars : Akuma to Himegimi (ja)
- 20 mars : Natsu e no Tobira (en)
- 11 avril : Furiten-kun (en)
- 11 avril : Fūsen no Doratarō (ja)
- 11 avril : Kié la petite peste
- 11 juillet : Mobile Suit Gundam II
- 18 juillet : Ashita no Joe 2
- 18 juillet : Captain (en)
- 18 juillet : Dr. Slump : Space adventures
- 18 juillet : Shiriusu no densetsu
- 21 juillet : Gurikku no Bōken (en)
- 1er août : Adieu Galaxy Express 999
- 1er août : 21 Emon: Uchū e Irasshai! (en)
- 9 août : Yuki, le secret de la montagne magique
- 23 août : Bremen 4: Jigoku no Naka no Tenshi-tachi (ja)
- 28 novembre : Manga Hana no Kakarichō
- 19 décembre : Uchū Senshi Baldios (en)

### Séries télévisées
- 4 janvier : Flo et les Robinson suisses (50 épisodes)
- 31 janvier : Saikyō Robo Daiōja (ja) (50 épisodes)
- 7 février : Yattodetaman (en) (52 épisodes)
- 1er mars : Ōgon Senshi Gold Lightan (en) (52 épisodes)
- 6 mars : Sandy Jonquille (47 épisodes)
- 7 mars : Les Aventures de Claire et Tipoune (63 épisodes)
- 3 avril : Cœur (26 épisodes)
- 4 avril : Mechakko Dotakon (en) (28 épisodes)
- 7 avril : Belle et Sébastien (52 épisodes)
- 7 avril : Les Quatre Filles du docteur March (26 épisodes)
- 8 avril : Dr Slump (243 épisodes)
- 16 avril : La Reine du fond des temps (42 épisodes)
- 20 avril : Tiger Mask II (en) (33 épisodes)
- 3 juillet : Fulgutor (le robot des lumières) (26 épisodes)
- 3 septembre : Manga Mito Kōmon (en) (46 épisodes)
- 7 septembre : Shin Dokonjo Gaeru (en) (30 épisodes)
- 28 septembre : Ninja Hattori-kun (en) (694 épisodes)
- 1er octobre : SuperLivre (26 épisodes)
- 2 octobre : God Mars (en) (64 épisodes)
- 3 octobre : Kié la petite peste (64 épisodes)
- 4 octobre : Dash Kappei (en) (65 épisodes)
- 6 octobre : Ginga Senpū Braiger (en) (39 épisodes)
- 7 octobre : Les Aventures de Pollen (en) (29 épisodes)
- 8 octobre : Maicching Machiko Sensei (95 épisodes)
- 14 octobre : Lamu (195 épisodes)
- 23 octobre : Taiyou no Kiba Dougram (en) (75 épisodes)